# Conferencia de Londres de 1832

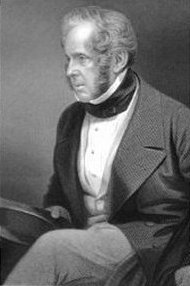
Como secretario de Relaciones Exteriores, el vizconde de Palmerston estaba profundamente interesado en Grecia.

La Conferencia de Londres de 1832 fue una conferencia internacional convocada para establecer un gobierno estable en Grecia. Las negociaciones entre las tres grandes potencias (Gran Bretaña, Francia y Rusia) dieron como resultado el establecimiento del Reino de Grecia bajo un príncipe bávaro. Las decisiones fueron ratificadas en el Tratado de Constantinopla más tarde ese año. El tratado siguió luego de la Convención de Akkerman, que había reconocido previamente otro cambio territorial en los Balcanes, la soberanía del Principado de Serbia.

## Antecedentes
Grecia había ganado su independencia del Imperio otomano en la Guerra de independencia de Grecia (1821-1829) con la ayuda de Gran Bretaña, Francia y Rusia. En el Protocolo de Londres del 3 de febrero de 1830, los tres poderes se habían asignado las fronteras del nuevo estado. Sin embargo, cuando el gobernador de Grecia, Ioannis Kapodistrias (Καποδíστριας) fue asesinado en 1831 en Nauplia, la península griega se sumió en la confusión. Las grandes potencias buscaban un fin formal de la guerra y un gobierno reconocido en Grecia.

## Conferencia de Londres
En mayo de 1832, el secretario de Relaciones Exteriores británico Lord Palmerston convocó a diplomáticos franceses y rusos y, sin consulta de los griegos, decidió que Grecia debía ser una monarquía. La convención ofreció el trono al príncipe de Baviera, Otón. Establecieron la línea de sucesión por la cual debía pasar la corona a los descendientes de Otón, o a sus hermanos menores en caso de que no tengan ningún heredero. También se decidió que en ningún caso se unieran las coronas de Grecia y Baviera. Como co-garantes de la monarquía, las grandes potencias también facultaron a sus embajadores en Constantinopla, la capital otomana, para asegurar el fin de la guerra de independencia griega.
El 21 de julio de 1832 el embajador británico sir Stratford Canning y los otros representantes concluyeron el Tratado de Constantinopla, el cual estableció los límites del nuevo Reino de Grecia en una línea que va al sur desde Arta (Αρτα) a Volos (Βολος). Estas dos ciudades permanecerían en poder otomano, hasta el 28 de marzo de 1881, cuando junto con Tesalia pasan a poder griego.